# باریک‌بالان
باریک‌بالان (نام علمی: Isostictidae) نام یک تیره از زیرراسته سنجاقک است.